# Sergei Konstantinowitsch Sadownikow
Sergei Konstantinowitsch Sadownikow (russisch Сергей Константинович Садовников, belarussisch Сяргей Садоўнікаў/Sjarhej Sadounikau; * 3. März 1982) ist ein russischer, mittlerweile für Belarus startender, Biathlet.
Sergei Sadownikow lief 2002 in Ridnaun seine erste Junioren-Weltmeisterschaft und wurde dort Zehnter im Sprint. Ein Jahr später gewann er mit der russischen Staffel den Titel, wurde erneut Zehnter im Sprint, 16. der Verfolgung und 42. des Einzels. Bei der Junioren-Europameisterschaft 2003 in Forni Avoltri wurde der Russe Zehnter im Einzel.
Seit der Saison 2003/04 startete Sadownikow im Biathlon-Europacup. Erstes Rennen war ein Sprint in Ridnaun, wo der Russe 17. wurde. Nur wenig später kam er als Sechster eines Sprints in Obertilliach als Sechster erstmals unter die besten Zehn. Die Biathlon-Europameisterschaften 2005 in Nowosibirsk brachten einen siebten Platz im Einzel, Biathlon-Europameisterschaften 2006 in Langdorf erreichte der Russe die Ränge 31 im Sprint und 23 in der Verfolgung. Nach der Saison 2006/07 wechselte Sadownikow wegen fehlender Perspektiven im russischen Team von der russischen zur belarussischen Staatsbürgerschaft und trat seit 2009 für sein neues Heimatland an. Nach einem ersten Einsatz in einem Altenberger Sprint wo er 16. wurde, konnte Sadownikow in Ruhpolding sein Debüt im Biathlon-Weltcup feiern. Mit der Staffel lief er auf einen enttäuschenden 20. Rang, im Sprint verpasste er als 62. um zwei Plätze das Verfolgungsrennen. Wenig später gewann er als 33. eines Sprintrennens in Antholz erstmals Weltcuppunkte.

## Biathlon-Weltcup-Platzierungen
Die Tabelle zeigt alle Platzierungen (je nach Austragungsjahr einschließlich Olympische Spiele und Weltmeisterschaften).
- 1.–3. Platz: Anzahl der Podiumsplatzierungen
- Top 10: Anzahl der Platzierungen unter den ersten zehn (einschließlich Podium)
- Punkteränge: Anzahl der Platzierungen innerhalb der Punkteränge (einschließlich Podium und Top 10)
- Starts: Anzahl gelaufener Rennen in der jeweiligen Disziplin

| Platzierung         | Einzel | Sprint | Verfolgung | Massenstart | Staffel | Gesamt |
| ------------------- | ------ | ------ | ---------- | ----------- | ------- | ------ |
| 1. Platz            |        |        |            |             |         |        |
| 2. Platz            |        |        |            |             |         |        |
| 3. Platz            |        |        |            |             |         |        |
| Top 10              |        |        |            |             |         |        |
| Punkteränge         | 2      | 1      |            |             | 1       | 4      |
| Starts              | 2      | 5      | 1          |             | 1       | 9      |
| Stand: Karriereende |        |        |            |             |         |        |